# Vanne
Vanne település Franciaországban, Haute-Saône megyében. Lakosainak száma 126 fő (2022. január 1.). Vanne Grandecourt, Fédry, Ray-sur-Saône, Soing-Cubry-Charentenay és Theuley községekkel határos.

## Népesség
A település népessége az elmúlt években az alábbi módon változott:
| Lakosok száma | 93   | 96   | 98   | 103  | 109  | 115  | 119  | 123  | 126  |
|               | 2013 | 2015 | 2016 | 2017 | 2018 | 2019 | 2020 | 2021 | 2022 |